# フジテレビ木曜9時枠の連続ドラマ
フジテレビ木曜9時枠の連続ドラマ（フジテレビもくようくじわくのれんぞくドラマ）は、フジテレビ系列局が編成していたテレビドラマ放送枠である。

## 概要
殆どの期間においては30分の国産ドラマを放送していた。当時のフジテレビ系列局は、火曜・木曜の同じ時間帯にプロ野球ナイター中継（当時の放送枠は20:00 - 21:30、後に終了時刻を21:26に変更）を編成していたため、火曜21:00枠のドラマと同様にナイターシーズン中には何度も休止になった。
1969年春の改編で『密会』が終了してからは、この時間帯でのドラマの放送はしばらく中断し、替わって直後の木曜21:30枠でドラマが放送されるようになった。1972年秋の改編で、それまで月曜21:00枠で放送されていた『スパイ大作戦』がこの時間帯へ移動したことで再びドラマ枠になり、同時に30分枠から1時間枠になった。
『スパイ大作戦』の終了後には、時代劇の放送枠に転用された。
2023年現在の時間帯は『私のバカせまい史』というバラエティ番組枠が放送されている。

## 編成時間
いずれも日本標準時。
- 木曜 21:00 - 21:30 （1962年9月6日 - 1969年3月27日）
- 木曜 21:00 - 21:56 （1972年10月5日 - 1973年9月27日） - 『スパイ大作戦』（第4シーズン）放送当時のみが該当。

## 放送作品一覧
参考：『タイムテーブルからみたフジテレビ50年史』フジテレビ編成制作局知財情報センター調査部、2009年、15 - 57頁。

### 21時00分 - 21時30分
- 笑えば天国（1962年9月6日 - 1963年4月11日） - 木曜21:15枠から移動。後に水曜21:45枠へ移動。
- Uターン禁止（1963年10月10日 - 1964年4月9日）
- 男は太郎（1964年10月1日 - 1965年4月15日）
- がいな奴（1965年10月7日 - 1966年4月7日）
- おもろい夫婦（第1シリーズ）（1966年10月6日 - 1967年3月30日）
- 花紋（1967年10月5日 - 1968年2月15日）
- 朱の女（1968年2月26日 - 1968年3月26日）
- 密会（1968年10月3日 - 1969年3月27日）

### 21時00分 - 21時56分
- スパイ大作戦（第4シーズン）（1972年10月5日 - 1973年9月27日）